# مری دنت
مری کافن ور دنت (به انگلیسی: Mary Coffin Ware Dennett; ۴ آوریل ۱۸۷۲ – ۲۵ ژوئیهٔ ۱۹۴۷) یک کنشگر
اهل کشور ایالات متحده آمریکا در حوزهٔ حقوق زنان، صلح جو، طرفدار هومئوپاتی و از پیشگامان پیشگیری از بارداری، آموزش مسایل جنسی و حق رای زنان بود.او یکی بنیانگذاران سازمان والنتری پرنتهود بود.وی همچنین در سازمان ملی حق رای زنان آمریکا خدمت می‌کرد. او همین‌طور یکی از مؤسسان سازمان توایلایت اسلیپ بود. وی همچنین به نوشتن رساله‌های معروف خود در ارتباط با آموزش جنسی و پیشگیری از بارداری می‌پرداخت.